# Sussy Love
Azucena Bautista Armas, mer känd under sitt artistnamn Sussy Love, född 10 december 1993 i Villanueva i Zacatecas, är en mexikansk fribrottare. Sussy Love brottas sedan 2022 i Mexikos största fribrottningsförbund, Lucha Libre AAA Worldwide. Hon började brottas vid fjorton års ålder och tränades av den lokala brottaren Ráfaga och senare i karriären av Bandido. Hon har även arbetat som programledare i TV.
Efter många år på Mexikos oberoende fribrottningsscen debuterade hon i AAA den 21 maj 2022 då hon i sista stund blev inkallad för att ersatta en annan brottare och förlorade mot Zeuxis. Hennes prestation imponerade på förbundet och sedan juni 2022 har hon förekommit reguljärt på TV-sända evenemang i AAA.